# Carregal do Sal
Carregal do Sal é uma vila portuguesa do Distrito de Viseu que fazia parte da província histórica da Beira Alta e está integrada atualmente na sub-região Viseu Dão-Lafões da Região do Centro.
É sede do Município de Carregal do Sal que tem 116,89 km² de área e 9 038 habitantes (2021) estando subdividido em 5 freguesias.

## Geografia
O município de Carregal do Sal situa-se num planalto da antiga região da Beira Alta entre a Serra do Caramulo e a Serra da Estrela e uma parte significativa das localidades são orientadas para Oeste ou a Sul. 
Este município é limitado a nordeste pelo Município de Nelas, a sueste por Oliveira do Hospital e por Tábua, a oeste por Santa Comba Dão, a noroeste por Tondela e a norte por Viseu.
As cinco freguesias do município são atravessadas por pequenas ribeiras que vão desaguar no Rio Dão ou no Rio Mondego e a maior freguesia é Carregal do Sal (antiga união de freguesias de Currelos, Papízios e Sobral).
Em termos de altitude, as localidades próximas da margem do Rio Mondego estão a cerca de 250 metros de altitude relativamente ao nível médio do mar e cerca de 325 metros na localidade mais à norte do município, Pardieiros. O ponto mais alto fica localizado na freguesia de Beijós com uma altitude de 337 metros.

## Freguesias
O município de Carregal do Sal está dividido em 5 freguesias:
- Beijós
- Cabanas de Viriato
- Carregal do Sal
- Oliveira do Conde
- Parada

## Evolução da população do município
Os recenseamentos gerais da população portuguesa tiveram lugar a partir de 1864, regendo-se pelas orientações do Congresso Internacional de Estatística de Bruxelas de 1853. Encontram-se disponíveis para consulta no site do Instituto Nacional de Estatística (INE). 
(Obs.: Número de habitantes "residentes", ou seja, que tinham a residência oficial neste município à data em que os censos  se realizaram.)	
| Número de habitantes por grupo etário | Número de habitantes por grupo etário | Número de habitantes por grupo etário | Número de habitantes por grupo etário | Número de habitantes por grupo etário | Número de habitantes por grupo etário | Número de habitantes por grupo etário | Número de habitantes por grupo etário | Número de habitantes por grupo etário | Número de habitantes por grupo etário | Número de habitantes por grupo etário | Número de habitantes por grupo etário | Número de habitantes por grupo etário | Número de habitantes por grupo etário |
| ------------------------------------- | ------------------------------------- | ------------------------------------- | ------------------------------------- | ------------------------------------- | ------------------------------------- | ------------------------------------- | ------------------------------------- | ------------------------------------- | ------------------------------------- | ------------------------------------- | ------------------------------------- | ------------------------------------- | ------------------------------------- |
|                                       | 1900                                  | 1911                                  | 1920                                  | 1930                                  | 1940                                  | 1950                                  | 1960                                  | 1970                                  | 1981                                  | 1991                                  | 2001                                  | 2011                                  | 2021                                  |
| 0-14 Anos                             | 4 591                                 | 4 889                                 | 4 249                                 | 4 250                                 | 5 247                                 | 4 623                                 | 4 043                                 | 3 265                                 | 2 690                                 | 2 314                                 | 1 655                                 | 1 347                                 | 1 005                                 |
| 15-24 Anos                            | 1 795                                 | 2 124                                 | 1 788                                 | 2 106                                 | 2 262                                 | 2 240                                 | 2 084                                 | 1 545                                 | 1 823                                 | 1 558                                 | 1 461                                 | 1 049                                 | 863                                   |
| 25-64 Anos                            | 5 088                                 | 5 542                                 | 5 220                                 | 5 517                                 | 5 781                                 | 5 968                                 | 5 822                                 | 4 770                                 | 4 884                                 | 5 208                                 | 5 127                                 | 4 924                                 | 4 308                                 |
| = ou > 65 Anos                        | 992                                   | 1 096                                 | 987                                   | 1 168                                 | 1 317                                 | 1 449                                 | 1 519                                 | 1 485                                 | 1 740                                 | 1 912                                 | 2 168                                 | 2 515                                 | 2 862                                 |

(Obs: De 1900 a 1950 os dados referem-se à população "de facto", ou seja, que estava presente no município à data em que os censos se realizaram. Daí que se registem algumas diferenças relativamente à designada população residente)

## Alguns factos históricos
Este município (anterior concelho) foi criado em 1836 por extinção dos concelhos de Currelos e de Oliveira do Conde.
Carregal era o nome de um antigo lugar do concelho de Currelos, onde se localiza a sede do município. Ficou conhecido como “do Sal” em consequência das grandes salinas que aí mandou fazer Francisco Lucas de Melo Pais do Amaral (7 de maio de 1752 – 6 de abril de 1819), da Casa de Santar. Aproveitando a situação do lugar junto à estrada que então era a grande via de comunicação entre os distritos de Viseu e Coimbra, Francisco Lucas de Melo Pais do Amaral mandou instalar em terrenos que aí tinha herdado umas grandes salinas, que abasteciam toda a região. Este negócio, que se manteve propriedade dos seus descendentes (Soares de Albergaria Pais e Melo) durante quase 200 anos, consistia em mandar vir o sal da Figueira da Foz, em barcos, pelos rio Mondego e rio Dão, até Carregal, onde ficava em grandes depósitos, no lugar que por isso se chamou de Salinas, nos limites da povoação, onde Francisco Lucas de Melo Pais do Amaral mandou, aliás, erguer a casa do mesmo nome, hoje o Museu Municipal Manuel Soares de Albergaria.

## Figuras de destaque
- António José Teixeira de Abreu (1865 - 1930), antigo ministro da Justiça do Rei D.Carlos I;
- Aristides de Sousa Mendes (1885 - 1954), o famoso diplomata português, cônsul em Bordéus em 1940, que salvou a vida a dezenas de milhares de pessoas do holocausto Nazi;
- Atílio dos Santos Nunes (1938 - 2017), antigo político, presidente da Câmara Municipal de Carregal do Sal entre 1989 a 2013 e um dos responsáveis pela construção do IC12 (Santa Comba Dão - Canas de Senhorim).
- César de Sousa Mendes, irmão gémeo de Aristides de Sousa Mendes, e foi Ministro dos Negócios Estrangeiros nos anos 30 do século XX;
- Comendador José Nunes Martins (1903 - 1981).
- Dina (1956 - 2019), cantora;
- José Pereira Dias (faleceu no dia 31/05/2025), antigo empresário, foi um dos sócios dos antigos Armazéns Conde Barão;
- Ricardo Campos, empresário e atual presidente do Fórum da Energia e do Clima da CPLP;

## Património
- Dólmen da Orca ou Lapa da Orca ou Orca de Fiais da Telha
- Casa do Passal (casa de Aristides de Sousa Mendes, classificada como Monumento Nacional);
- Túmulo de Fernão Gomes de Góis;
- Pelourinho de Oliveira do Conde;
- Solar dos Soares de Albergaria;
- Casa da Oliveirinha.

## Cultura
- Principais espaços culturais:
  - Associação Humanitária dos Bombeiros Voluntários de Cabanas de Viriato:
    - Teatro de Cabanas, fundado em 1884;

  - Câmara Municipal de Carregal do Sal;
    - Biblioteca Municipal;
    - Centro Cultural de Carregal do Sal;
    - Museu Municipal Soares de Albergaria;
    - Museu Aristides de Sousa Mendes;
    - Núcleo Museológico das Antigas Escolas Primárias de Carregal do Sal;

  - Sociedade Filarmónica de Cabanas de Viriato:
    - "Lagarto", sala de espetáculos musicais;

## Eventos

### Principais eventos culturais

#### Freguesia de Cabanas de Viriato
- -     - Carnaval Dança dos Cus, também foi conhecido por Carnaval Dança Grande, organizado pela Associação do Carnaval de Cabanas de Viriato;

#### Freguesia de Oliveira do Conde
- -     - Marchas populares (Final de junho), organizado pelo Grupo Recreativo e Cultural Zés Pereiras e conta com atuações de grupos da freguesia de Oliveira do Conde e de Beijós.
    - Palco para dois ou menos, festival de teatro organizado pela NACO e com atuações na antiga escola primária de Oliveirinha.

### Principais eventos musicais

#### Freguesia de Cabanas de Viriato
- -     - Baile de Carnaval no Teatro de Cabanas (Segunda-feira de Carnaval), inserido nos festejos do Carnaval Dança dos Cus é organizado pela Associação Humanitária dos Bombeiros Voluntários de Cabanas de Viriato;

### Principais eventos gastronómicos

#### Freguesia de Oliveira do Conde
- -     - Festival do Leitão, organizado pela Associação Recreativa e Desportiva de Fiais da Telha e a primeira edição ocorreu em 2015.

### Outros eventos

#### Freguesia de Carregal do Sal
- -     - Festas do Concelho de Carregal do Sal, este evento acontece na 3ª semana de Julho e é organizado pela Associação Humanitária dos Bombeiros Voluntários de Carregal do Sal e Câmara Municipal de Carregal do Sal.

## Associações locais

### Freguesia de Beijós
- - Associação Cultural e Desportiva de Beijós;
  - Associação Cultural, Recreativa e Desportiva da Póvoa da Pegada;
  - Associação Equiterapêutica do Dão Maria Melo;
  - Associação Recreativa e Cultural dos Pardieiros;

### Freguesia de Cabanas de Viriato
- - Associação do Carnaval de Cabanas de Viriato;
  - Associação Festas da Vila de Cabanas de Viriato;
  - Associação Humanitária dos Bombeiros Voluntários de Cabanas de Viriato;
  - Associação Recreativa Cultural e Desportiva das Laceiras;
  - Centro Social Elisa Barros Silva;
  - Clube de Caça e Pesca de Cabanas de Viriato;
  - Fundação Aristides de Sousa Mendes;
  - Sport Cabanas de Viriato e Benfica;
  - Sociedade Filarmónica de Cabanas de Viriato;

### Freguesia de Carregal do Sal
- - Associação Casa do Brasil de Carregal do Sal;
  - Associação Cultural Sénior de Carregal do Sal;
  - Associação Cultural Folias e Tropelias;
  - Associação Cultural Recreativa Amigos de Papízios;
  - Associação de Desporto e e Educação Física do Concelho de Carregal do Sal;
  - Associação de Pais e Encarregados de Educação de Carregal do Sal;
  - Associação de Produtores Florestais do Planalto Beirão;
  - Associação Humanitária dos Bombeiros Voluntários de Carregal do Sal;
  - Associação Recreativa, Desportiva e Juvenil e Comunitária “A Quinta”;
  - Associação Recreativa e Cultural de Pinheiro;
  - Casa do Benfica de Carregal do Sal;
  - Centro Cultural de Currelos;
  - Centro Juvenil de Currelos;
  - Clube de Futebol de Carregal do Sal;
  - Confraria Gastronómica e Enófilia de Terras de Carregal do Sal;
  - Núcleo Sportinguista do Concelho de Carregal do Sal;

### Freguesia de Oliveira do Conde
- - Associação Jovem de Vila Meã;
  - Associação para o Progresso de Travanca de São Tomé;
  - Associação Recreativa e Desportiva de Alvarelhos;
  - Associação Recreativa e Desportiva de Fiais da Telha;
  - Associação Recreativa e Cultural de Oliveirinha;
  - Clube Associativo de Caçadores e Pescadores do Concelho de Carregal do Sal;
  - Grupo Folclórico D` Alegria de Vila Meã;
  - Grupo Recreativo e Cultural “Zés Pereiras”;
  - Núcleo Juvenil de Animação Cultural de Oliveirinha;
  - Sociedade de Educação e Recreia de Oliveira do Conde;

### Freguesia de Parada
- - Associação Recreativa de Parada;
  - Grupo Desportivo “3 Santos Populares”;

## Política

### Eleições autárquicas[7]
| Data | %       | V       | %      | V      | %            | V            | %     | V  | %              | V      | %      | V      | %              | V   | %              | V    | %              | V   | Participação |                |
| Data | PPD/PSD | PPD/PSD | CDS-PP | CDS-PP | FEPU/APU/CDU | FEPU/APU/CDU | AD    | AD | PS             | PS     | UDP/BE | UDP/BE | PPM            | PPM | PURP           | PURP | GCE            | GCE | Participação |                |
| ---- | ------- | ------- | ------ | ------ | ------------ | ------------ | ----- | -- | -------------- | ------ | ------ | ------ | -------------- | --- | -------------- | ---- | -------------- | --- | ------------ | -------------- |
| Data | 1976    | 62,16   | 4      | 25,31  | 1            | 7,14         | -     |    |                |        |        |        |                |     |                |      |                |     |              | 50,94 / 100,00 |
| 1979 | AD      | AD      | AD     | AD     | 4,83         | -            | 74,44 | 4  | 17,13          | 1      | 1,27   | -      | AD             | AD  | 63,66 / 100,00 |      |                |     |              |                |
| 1982 | 56,04   | 3       | 18,21  | 1      | 4,15         | -            |       |    | 17,28          | 1      |        |        |                |     | 59,43 / 100,00 |      |                |     |              |                |
| 1985 | 54,50   | 4       | 24,07  | 1      | 5,29         | -            | 12,12 | -  | 50,33 / 100,00 |        |        |        |                |     |                |      |                |     |              |                |
| 1989 | 25,76   | 1       | 35,46  | 2      | 1,63         | -            | 34,22 | 2  | 65,04 / 100,00 |        |        |        |                |     |                |      |                |     |              |                |
| 1993 | 47,36   | 3       | 20,98  | 1      | 2,26         | -            | 25,05 | 1  | 63,55 / 100,00 |        |        |        |                |     |                |      |                |     |              |                |
| 1997 | 59,20   | 4       | 6,28   | -      | 1,23         | -            | 28,63 | 1  | 61,18 / 100,00 |        |        |        |                |     |                |      |                |     |              |                |
| 2001 | 61,06   | 4       | 5,99   | -      | 0,83         | -            | 28,07 | 1  | 59,96 / 100,00 |        |        |        |                |     |                |      |                |     |              |                |
| 2005 | 53,98   | 3       | 7,74   | -      | 1,26         | -            | 32,13 | 2  | 62,31 / 100,00 |        |        |        |                |     |                |      |                |     |              |                |
| 2009 | 43,59   | 4       | 8,77   | -      | 1,37         | -            | 42,55 | 3  | 59,34 / 100,00 |        |        |        |                |     |                |      |                |     |              |                |
| 2013 | 34,04   | 3       | 5,50   | -      | 1,78         | -            | 52,80 | 4  | 54,37 / 100,00 |        |        |        |                |     |                |      |                |     |              |                |
| 2017 | 36,23   | 2       | 5,75   | -      | 2,17         | -            | 47,95 | 3  | CDS-PP         | CDS-PP | 1,38   | -      | 55,71 / 100,00 |     |                |      |                |     |              |                |
| 2021 | 15,31   | 1       | 3,67   | -      | 0,77         | -            | 51,41 | 3  | 1,31           | -      |        |        |                |     | 22,94          | 1    | 61,76 / 100,00 |     |              |                |

### Eleições legislativas
| Data | %     | %     | %     | %     | %     | %     | %        | %     | %    | %     | %    | %   | %       | % | %  | %  |  |
| Data | PSD   | PS    | CDS   | PCP   | UDP   | AD    | APU/ CDU | FRS   | PRD  | PSN   | BE   | PAN | PSD CDS | L | CH | IL |  |
| ---- | ----- | ----- | ----- | ----- | ----- | ----- | -------- | ----- | ---- | ----- | ---- | --- | ------- | - | -- | -- |  |
| Data | 1976  | 39,94 | 23,84 | 21,49 | 2,16  | 1,85  |          |       |      |       |      |     |         |   |    |    |  |
| 1979 | AD    | 22,03 | AD    | APU   | 1,76  | 64,65 | 5,16     |       |      |       |      |     |         |   |    |    |  |
| 1980 | AD    | FRS   | AD    | APU   | 0,79  | 64,13 | 4,37     | 23,41 |      |       |      |     |         |   |    |    |  |
| 1983 | 40,74 | 31,92 | 15,31 | APU   | 0,59  |       | 4,12     |       |      |       |      |     |         |   |    |    |  |
| 1985 | 44,59 | 19,79 | 13,34 | APU   | 0,94  | 4,62  | 10,87    |       |      |       |      |     |         |   |    |    |  |
| 1987 | 65,28 | 18,05 | 5,10  | CDU   | 0,52  | 3,47  | 1,47     |       |      |       |      |     |         |   |    |    |  |
| 1991 | 71,10 | 18,30 | 3,93  | CDU   |       | 1,72  | 0,38     | 1,03  |      |       |      |     |         |   |    |    |  |
| 1995 | 49,33 | 34,84 | 10,17 | CDU   | 0,27  | 1,72  |          | 0,16  |      |       |      |     |         |   |    |    |  |
| 1999 | 48,00 | 37,34 | 8,69  | CDU   |       | 1,84  | 0,17     | 0,90  |      |       |      |     |         |   |    |    |  |
| 2002 | 54,05 | 28,58 | 11,95 | CDU   | 1,27  |       | 1,13     |       |      |       |      |     |         |   |    |    |  |
| 2005 | 43,82 | 37,87 | 9,18  | CDU   | 1,51  | 2,90  |          |       |      |       |      |     |         |   |    |    |  |
| 2009 | 38,46 | 32,51 | 16,05 | CDU   | 2,01  | 6,06  |          |       |      |       |      |     |         |   |    |    |  |
| 2011 | 50,63 | 23,86 | 13,24 | CDU   | 2,42  | 2,80  | 0,57     |       |      |       |      |     |         |   |    |    |  |
| 2015 | CDS   | 27,49 | PSD   | CDU   | 2,91  | 6,72  | 0,59     | 52,94 | 0,64 |       |      |     |         |   |    |    |  |
| 2019 | 35,62 | 34,80 | 4,99  | CDU   | 1,77  | 9,65  | 2,34     |       | 0,53 | 1,31  | 0,39 |     |         |   |    |    |  |
| 2022 | 34,56 | 43,37 | 1,76  | CDU   | 1,35  | 3,55  | 0,89     | 0,54  | 8,34 | 2,09  |      |     |         |   |    |    |  |
| 2024 | AD    | 27,03 | AD    | CDU   | 35,19 | 1,17  | 3,20     | 1,28  | 1,32 | 20,33 | 2,37 |     |         |   |    |    |  |

## Presidentes de Câmara Municipal
- Paulo Catalino, 2021 a 2025 (PS);
- Rogério Mota Abrantes, 2013 a 2021 (PS);
- Atílio dos Santos Nunes, 1989 a 2013 (Primeiro mandato pelo CDS e restantes pelo PSD);
- Artur Jorge Saraiva Pereira da Silva, 1976 a 1989 (PSD). Natural de Oliveira do Conde e foi o primeiro presidente da Câmara Municipal de Carregal do Sal eleito nas primeiras eleições autárquicas livres e democráticas depois do 25 de Abril de 1974;